# My Ferry Link
My Ferry Link was een bedrijf dat veerverbindingen over het kanaal exploiteert op de lijn Calais - Dover.

## Geschiedenis
Na de vereffening van SeaFrance -dat drie schepen exploiteerde- werden de activiteiten overgegeven aan Eurotunnel, de exploitant van de kanaaltunnel. De drie schepen werden doorverhuurd aan de coöperatie, die werd opgericht door ex-werknemers van Seafrance. De eerste oversteek van het kanaal werd uitgevoerd op 20 augustus 2012 door de Berlioz.	
Het bedrijf telde op september 2012 392 werknemers. Op 6 juni 2013 oordeelde de concurrentiecommissie van Groot-Brittannië dat Eurotunnel geen veerdiensten vanaf Dover mocht uitbaten. Eurotunnel ging tegen deze beslissing in beroep en kreeg op 20 mei 2014 alsnog de toelating om veerdiensten vanaf Dover te exploiteren.
Begin juni 2015 werd bekend dat Eurotunnel, expoitant van de veerdienst tussen Calais en Dover, haar schepen alsnog zal verkopen aan concurrent DFDS.

## Vloot
- Nord Pas-de-Calais (1987)
- Rodin (2001)
- Berlioz (2005)

De Rodin en de Berlioz werden onmiddellijk terug in de vaart gebracht. De Nord Pas-De-Calais onderging eerst een onderhoud en werd in de herfst van 2012 terug in de vaart gebracht.

## Verbindingen
Elk schip voert dagelijks vier vaarten tussen Calais en Dover uit. Elk schip kan tussen de 1900 en 2500 personen en 100 tot 120 vrachtwagens aan boord hebben.

## Diensten aan boord
- LeRelais: een zelfbedieningsrestaurant dat maaltijden die aan boord bereid werden verkoopt.
- LePub: een bar die dranken en snacks aanbiedt.
- LaBoutique: een winkel aan boord die alcohol, tabak en parfum aanbiedt.
- Playzone: een speelzone voor kinderen